# Чолића кућа у Вранићима
Чолића кућа у Вранићима, насељеном месту на територији града Чачка, представља непокретно културно добро као споменик културе.
Занимљиво је, по причи Чолића, да је у кући живео протојереј-ставрофор свештеник миоковачко-љубићски Михаило Радовић, деда песника Душана Душка Радовића. У овој се кући родио и отац Душка Радовића Угљеша Радовић, као и тетке Душана Радовића, од којих је најпознатија у граду Чачку Маргита Радовић, која је била директорка Чачанске Гимназије. 

## Домаћинство Чолића
Домаћинство Чолића смештено је на благој падини која се спушта према реци Чемерници. У домаћинству су очувани кућа и помоћни објекти, качара, салаш, млекар и хлебна пећ. Чолића кућа је велика репрезентативна зграда над подрумом. Стамбени део се састоји од куће саграђене од брвана и собе у бондручној конструкцији, омалтерисане и окречене у бело. Кров на четири воде покривен је ћерамидом. Испред улаза у кућу је угаони доксат са ниском зиданом, малтерисаном и креченом оградом, са којег двоја врата воде у унутрашње просторије. Испод собе је камени подрум, омалтерисан и окречен, са остављеном гредом темељачом и сантрачом како би се разбила монотонија предње фасаде. Поред улаза у подрум постављена је плоча са именом власника (Сретен Чолић) и годином градње, 1864. 
Конзерваторско-рестаураторски радови на кући и помоћним зградама (пећ, салаш, млекар) изведени су 1983. и 1984. године, према пројекту архитекте Р. Чубрића и етнолога Р. Павићевић-Поповић.